# Karmel Ma'aravi

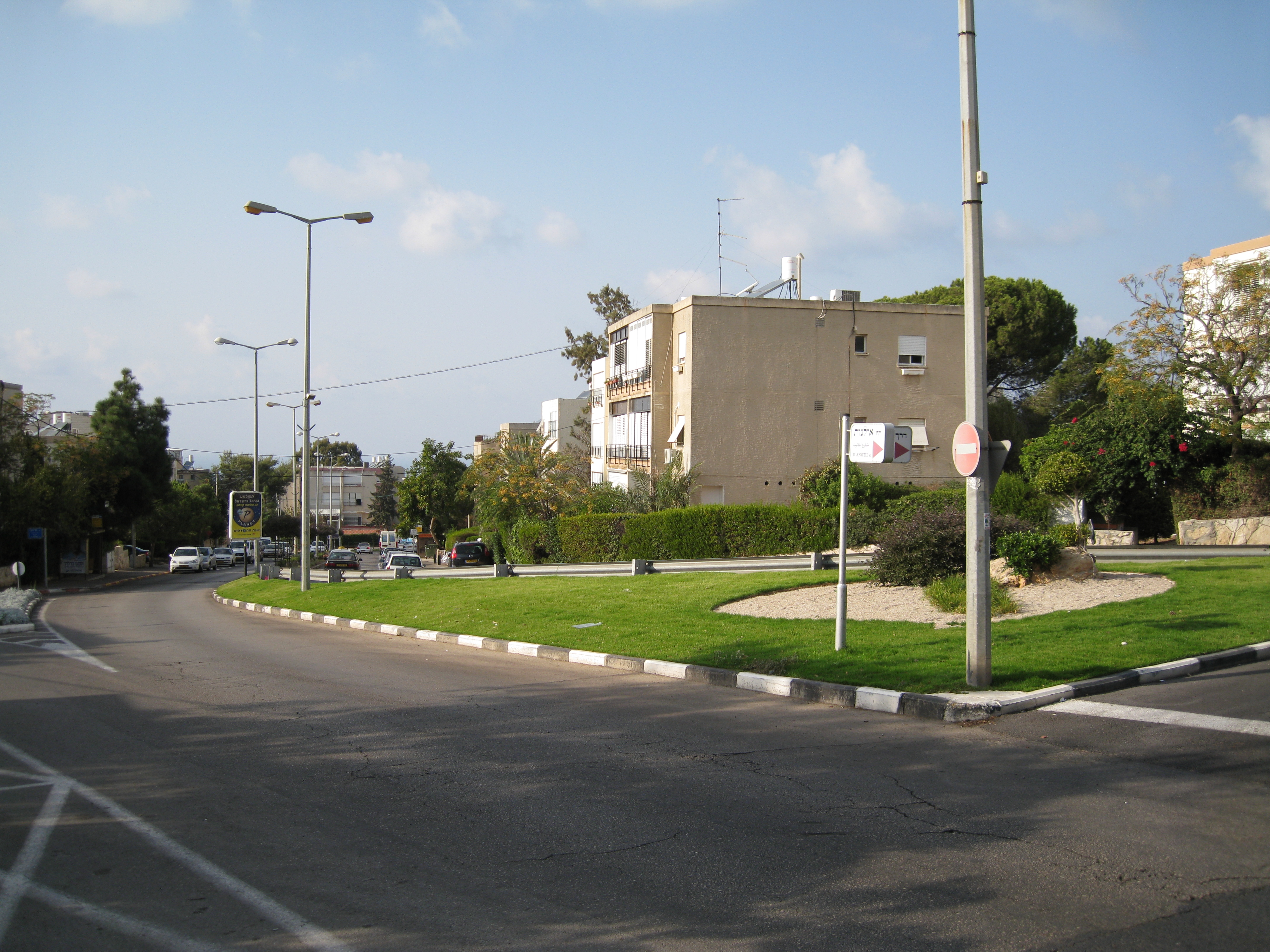
Zástavba v Karmel Ma'aravi, ulice Derech ha-Jam

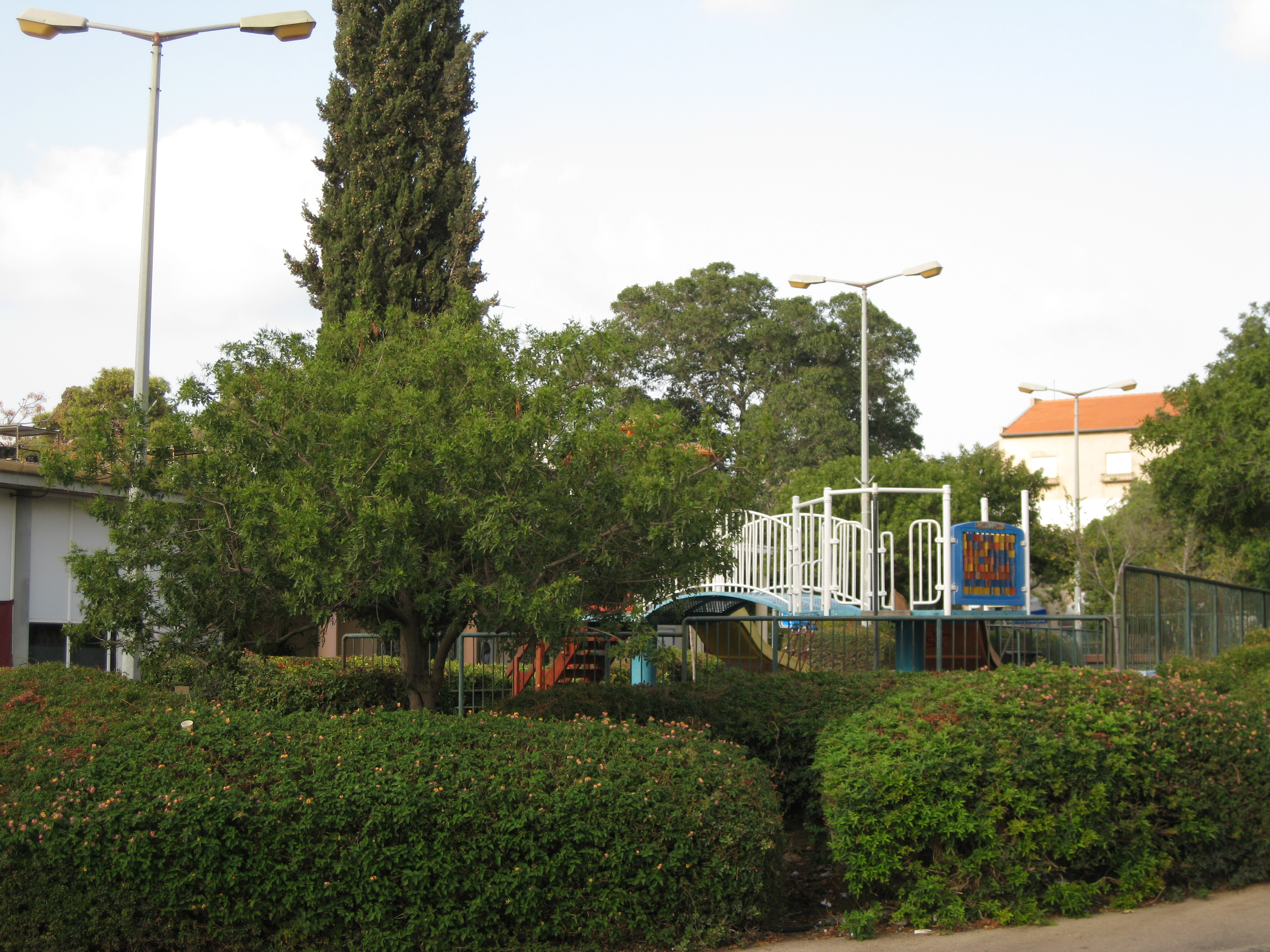
Zástavba v Karmel Ma'aravi, dětské hřiště

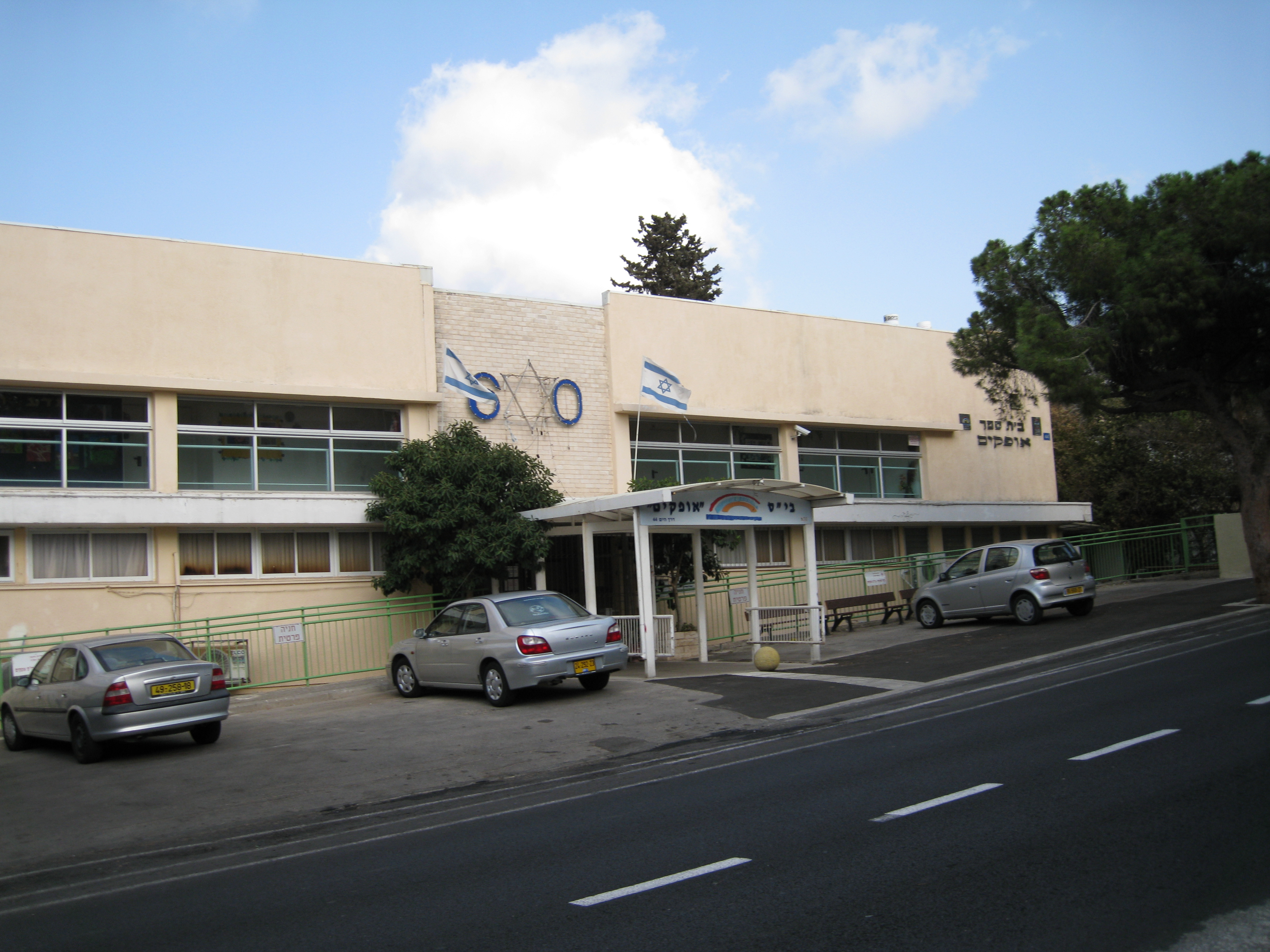
Zástavba v Karmel Ma'aravi, budova školy

Karmel Ma'aravi (hebrejsky: כרמל מערבי, doslova Západní Karmel) je čtvrť v jihozápadní části Haify v Izraeli. Nachází se v administrativní oblasti ha-Karmel, v pohoří Karmel.

## Geografie
Leží v nadmořské výšce cca 200 metrů, cca 2,5 kilometru jihozápadně od centra dolního města. Na jihu s ní sousedí čtvrť Kababir, na jihovýchodě Karmel Vatik a Karmel Merkazi, na severu Karmel Cafoni a na západě Neve David. Zaujímá vrcholové partie úzké sídelní terasy. Tu ohraničují zalesněná údolí, jimiž protékají vádí. Jižně odtud je to vádí Nachal Amik,, na severu Nachal Lotem, která obě směřují k západu. Hlavní dopravní osou je lokální silnice číslo 672 (Derech ha-Jam). Populace je židovská.

## Dějiny
Výstavba tu probíhala již za dob britského mandátu. Plocha této městské části dosahuje 3,26 kilometru čtverečního. V roce 2008 tu žilo 19 940 lidí (z toho 17 060 Židů, 1610 muslimů a 300 arabských křesťanů). Tato data jsou ale společná pro čtvrtě Karmel Merkazi a Karmel Ma'aravi.